# Pierre Quiroule
Pierre Quiroule (1867-1938), pseudônimo de Joaquín Alejo Falconnet, foi um escritor anarquista. Seu pseudônimo é proveniente de um ditado francês: "Pierre qui roule n'amasse pas mousse" ("Pedra que rola não junta mofo", em francês). 
Nasceu em Lyon (França) em 1867, mas pouco depois mudou-se para a Argentina. Lá se uniu aos grupos anarcocomunistas, de inspiração kropotkiniana. Em 1893 fundou em Buenos Aires o semanário anarquista La Liberté, no qual colaboraria brevemente Auguste Vaillant. Em suas páginas defendia um anarquismo individualista, comunista e anti-organizativo, em contraposição aos anarquistas organizativos, como Errico Malatesta, sustentando a ação direta violenta, conhecida como propaganda pelo ato.
Colaborou também com os periódicos El Perseguido, La Protesta, La Revista Blanca, Sembrando Ideas e outros meios da imprensa libertária. Escreveu também vários romance e ensaios, entre os quais se destaca o utópico La Ciudad Anarquista Americana, editado em Buenos Aires em 1914 pela Editorial La Protesta. 
Após sua morte em 1925, sua mulher abandonou a militância, indo viver reclusa na província de Misiones; onde escreveu para o diário La Nación, de Buenos Aires. Morreu na capital argentina em 1938. 

## Obras
- El fusilamiento de Francisco Herrero o sea la infamia negra (drama), Buenos Aires: Sans-souci, 142p, 1910.
- Sobre la ruta de la anarquía, Buenos Aires, Fueyo, 1912
- La Ciudad anarquista americana. Madrid: Ediciones Tuero, col. Investigación y Crítica, 1991. (1914)
- Una Nueva hipótesis sobre la formación del universo. Buenos Aires: Entretenimientos racionalistas, 1917.
- El Gran Crimen europeo. Drama en 4 actos y 18 cuadros. Buenos Aires: A. Cerpi, 1917.
- "El malestar social ¿Cómo ponerle fin?," Buenos Aires: La Protesta, 1918.
- Justicia social. Trabaje el que quiera comer. Buenos Aires: Ateneo Libertario del Sul, 16p, 1919.
- Orientación social para alcanzar la suma máxima de bienestar y libertad individuales. Buenos Aires: 16p, 1920.
- Para meditar al obrero y obrera huelguista. Buenos Aires: Agrupación Anarquista Regeneración, 19p, 1920.
- A mi hermano el obrero del campo. Buenos Aires: Grupo Comunista Espartaco, 8p, 1921 ?
- Entre obreros (Tesis social). Buenos Aires: Grupo Anarquista Los Comunistas, 32p, 1921
- ¡Unificación!. Buenos Aires:Editado por el Grupo Anarquista "Los Comunistas", 1921.
- La teoría social constructiva del campesino argentino. Buenos Aires: Editado por el Grupo Comunista Anarquista "Espartaco", 1921.
- La institución sacrosanta (drama). Buenos Aires: Bautista FUEYO, 51p, 1922
- Un espartaco negro. La tragedia de la « Teach ». Novela histórica, Buenos Aires: Bautista Fueyo, 51p, 1923.
- En la soñada tierra del ideal. Buenos Aires: Bautista Fueyo, 1924.
- "Del ambiente ideológico." La Revista Blanca, II, n°24, 1924
- "Aspectos y comentarios." La Revista Blanca, II, n°25, 1924
- "Nuestro concepto del arte", La Revista Blanca, Madrid (15 de setembro de 1924) p. 28-30.
- "Crónica argentina", La Revista Blanca, Madrid (1 de junio de 1924) p. 21-23.
- "El Pensamiento del anarquismo argentino. ’Mi Comunismo’ (La Felicidad universal), por Sebastián Faure", La Revista Blanca, Madrid (1 de maio de 1924) p. 10-13.
- "Una iniciativa libertaria mundial," La Revista Blanca, Madrid (15 de agosto de 1924), p. 26-28.
- "Crónica sud-americana. Desde Buenos Aires," La Revista Blanca, Madrid (15 de outubro de 1924) p. 27-28.
- "¿Quién hace al individuo: la sociedad o la herencia?" La Revista Blanca, Madrid (15 de janeiro de 1925) p. 20-22.
- Ella y él. Preludiando al libre amar. Asunción del Paraguay: Biblioteca de la Agrupación "El Combate", 1925.
- La nueva illusión mental. Huésped, fantasma y espíritu tangible. Buenos Aires: Bautista Fueyo, 41p, 1926.
- Los culpables. Controversia filosófica en un salón burgués a la hora del té s/d
- Ocio filosófico. El alma y el cuerpo (punto de vista antibergsoniano)... Buenos Aires: Bautista Fueyo, 43p, 1927.
- "El extraño drama del Ferrocarril del Norte" (folletín diario). Em La Nación, de 18/06/1930 a 02/07/1930.
- "La voz del vacío". La Nación, Suplemento de los domingos, de 12/10/1930, 19/10/1930 e 26/10/1930.
- "La maldición del monje sin nombre al hogar ancestral de Lord BYRON", La Nación, Suplemento dos domingos, de 26/11/1930.
- Un filósofo en Posadas. Buenos Aires: L.J. ROSSO, 186p, 1931.
- Problemas actuales. Sistemas sociales y filosofía anarquista. Buenos Aires: 16p, s/d.